# South Bethany (Delaware)
South Bethany je gradić u američkoj saveznoj državi Delaver. Prema popisu stanovništva iz 2010. u njemu je živjelo 449 stanovnika.